# Чотири класичні романи
Чотири класичні романи (кит. 四大名著, піньінь sìdàmíngzhù, букв. «Чотири Великі Творіння») — стійкий вислів для чотирьох найвідоміших романів китайської літературної традиції.
Чотири класичні романи включають:
- «Трицарство» (XIV ст.)
- «Річкові заплави» (XV ст.)
- «Подорож на Захід» (XVI ст.)
- «Сон у червоному теремі» (XVIII ст.)

До створення роману «Сон у червоному теремі» четвертим великим романом вважався «Цзінь пін мей» (1610).